# Florida Man (série télévisée)
Pour les articles homonymes, voir Florida Man.
Florida Man est une mini-série américaine en streaming créée par Donald Todd et diffusée le 13 avril 2023 sur Netflix.
Tournée à Wilmington, en Caroline du Nord, elle met en vedette Édgar Ramírez, Anthony LaPaglia, Abbey Lee Kershaw, Otmara Marrero, Lex Scott Davis et Emory Cohen.

## Synopsis
Mike Valentine est un ancien policier en difficulté contraint de retourner dans son État d'origine, la Floride, pour retrouver la petite amie en fuite d'un gangster de Philadelphie. Ce qui devait être une affaire rapide devient un voyage dans des secrets de famille enfouis et une tentative de plus en plus futile de faire ce qui semble juste.

## Distribution

### Personnages principaux
- Édgar Ramírez (VF : Anatole de Bodinat) : Mike Valentine

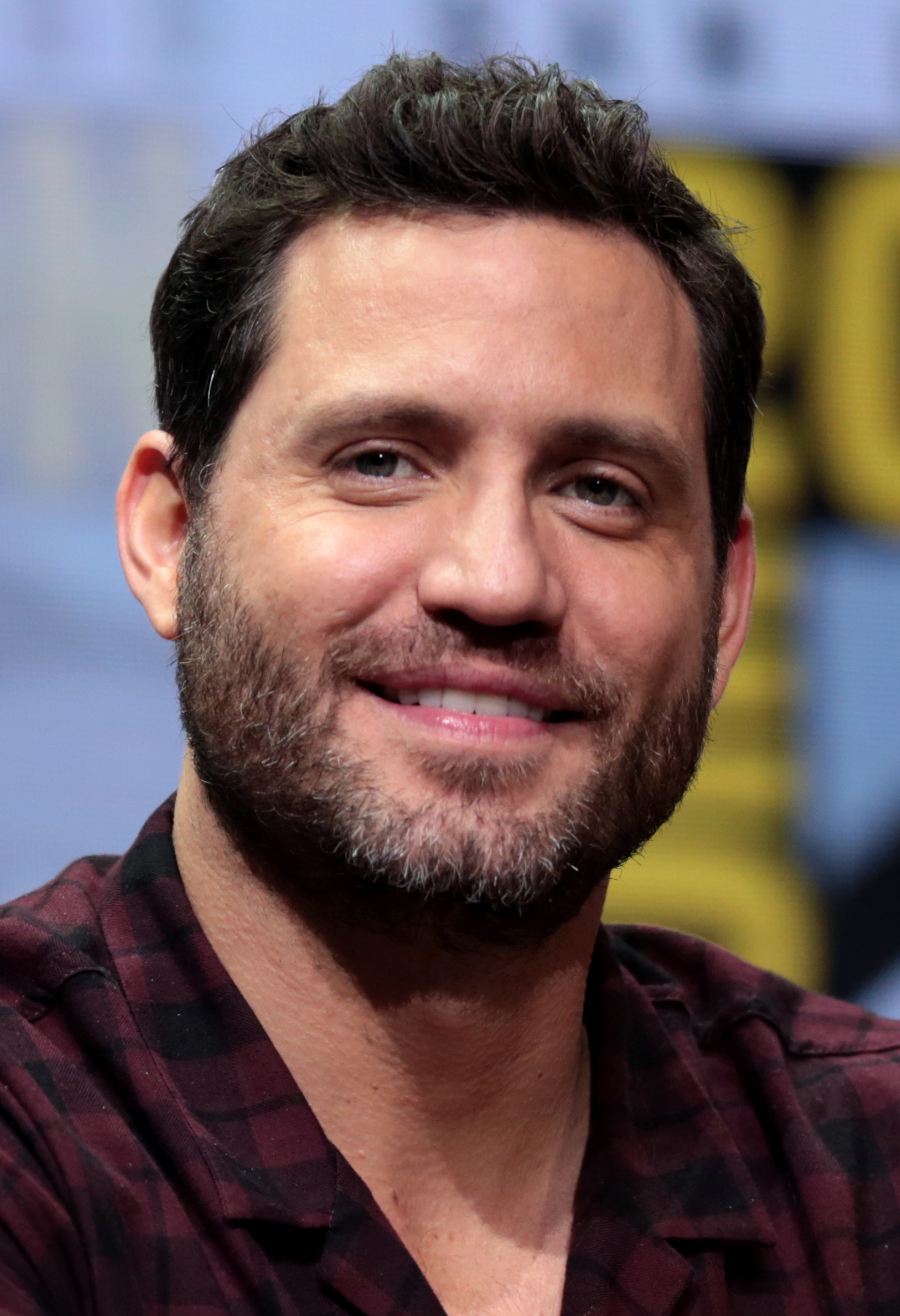
Édgar Ramírez incarne le personnage principal.

- Anthony LaPaglia (VF : Michel Dodane) : Sonny Valentine, père de Mike
- Abbey Lee Kershaw (VF : Ludivine Maffren) : Delly West
- Otmara Marrero (VF : Alice Taurand) : Patsy, sœur de Mike
- Lex Scott Davis (VF : Corinne Wellong) : Iris Padereau, ex-femme de Mike et détective
- Emory Cohen (VF : Juan Llorca) : Moss Yankov, patron de Mike

### Personnages récurrents
- Clark Gregg (VF : Jean-François Aupied) : shérif-adjoint John Ketcher
- Sibongile Mlambo (VF : Géraldine Asselin) : Clara, la femme de Benny
- Isaiah Johnson (VF : Alex Fondja) : Benny, propriétaire d'un motel
- Paul Schneider (VF : Philippe Valmont) : officier Andy Boone
- Lauren Buglioli (VF : Karine Foviau) : Kaitlin Fox, une présentatrice télé
- Michael Esper (VF : Jérôme Rebbot) : Deacon
- Leonard Earl Howze (VF : Cyprien Fiassé) : Ray-Ray, un ancien policier
- Isabel Gameros (VF : Jaynélia Coadou) : Tyler
- Judy Reyes (VF : Annie Milon) : capitaine Donna Delgado
- Mark Jeffrey Miller (VF : Jean-François Vlérick) : Buzz, associé de Sonny Valentine
- Andres Sing : geôlier

 Source et légende : version française (VF) sur RS Doublage et carton du doublage français.

## Épisodes
| N° | Titre                                | Réalisé par       | Écrit par                   | Date de sortie originale |
| -- | ------------------------------------ | ----------------- | --------------------------- | ------------------------ |
| 1  | The realest Goddamned Place on Earth | Miguel Arteta     | Donald Todd                 | 13 avril 2023            |
| 2  | Welcome to Hell, Mike                | Julian Farino     | Nikki Toscano               | 13 avril 2023            |
| 3  | The Chain                            | Julian Farino     | Tom J. Astle                | 13 avril 2023            |
| 4  | One More Day                         | Haifaa al-Mansour | Alvaro Rodriguez            | 13 avril 2023            |
| 5  | Please Don't Wake Up                 | Haifaa al-Masour  | Donald Todd                 | 13 avril 2023            |
| 6  | Should We Talk About the Corn        | Clark Gregg       | Rheeqrheeq Chainey          | 13 avril 2023            |
| 7  | Sunk Costs                           | Clark Gregg       | Donald Todd et Tom J. Astle | 13 avril 2023            |

## Production

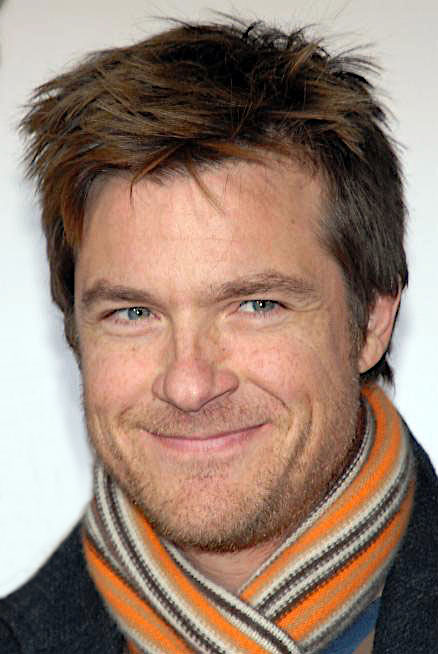
Producteur Jason Bateman.

En juillet 2018, Aggregate Films, appartenant à Jason Bateman et Michael Costigan, signe un contrat de production pluriannuel avec Netflix. Il s'agit du plus grand partenariat de l'histoire du streameur à l'époque. Cet accord a également servi à accroître les collaborations de Bateman avec Netflix après leur reprise d’Arrested Development et la sortie d’Ozark. Dans un communiqué, Bateman indique que les diffusions en streaming lui a permis d'éviter de s'inquiéter du nombre de personnes qui regardaient son contenu et déclare : « Netflix réussit à s'imposer sur le fond et le bouche à oreille et nous sommes ravis de leur apporter de la matière ».
En avril 2021, Netflix annonce qu'elle avait commandé une série de huit épisodes pour Florida Man avec Édgar Ramírez comme acteur principal et Aggregate Films comme producteur. En août, il est annoncé  que Miguel Arteta, Julian Farino, Haifaa al-Mansour et Kevin Bray réaliseraient chacun deux épisodes. Ce même mois, Anthony LaPaglia, Abbey Lee, Otmara Marrero, Lex Scott Davis, Emory Cohen, Clark Gregg, Isaiah Johnson, Sibongile Mlambo, Paul Schneider, Lauren Buglioli, Michael Esper, Leonard Earl Howze, Isabel Gameros, et Mark Jeffrey Miller rejoignent le casting.
Les principaux travaux de prise de vue débutent le 10 août 2021 et devait s'achever le 16 novembre. Le tournage a lieu à Wilmington et Carolina Beach, en Caroline du Nord,,. Après plusieurs retards, le tournage se poursuit en décembre 2021,. The Pointe at Barclay, un complexe commercial de Wilmington, a également servi de lieu de tournage. Des conteneurs de fret, des bâtiments colorés et des structures en bois ont été apportés au complexe pour le tournage.  D'autres lieux de tournage ont été utilisés, notamment Stevens Ace Hardware, UniFirst Uniform Services, Hell's Kitchen, Copper Penny et Quanto Basta. 
La série limitée est diffusée  pour la première fois le 13 avril 2023 sur Netflix, avec sept épisodes au lieu de la commande originale de huit épisodes.

## Accueil
Le site web d'agrégateur d'avis Rotten Tomatoes rapporte un taux d'approbation de 4.7/10 avec une note moyenne de 4,7/10, basée sur 6 avis critiques.